# Jamketinskaya
Jamketinskaya (del ruso: Хамкетинская) es una stanitsa del raión de Mostovskói del krai de Krasnodar, en Rusia. Está situada a orillas del río Pséfir, afluente del Fars, que lo es del Labá, tributario del Kubán, entre las llanuras de Kubán-Priazov y el Cáucaso occidental, 24 km al oeste de Mostovskói y 140 km al sudeste de Krasnodar, capital del krai. Tenía 449 habitantes en 2010.
Es cabeza del municipio Gúbskoye.

## Historia
La localidad fue fundada en 1862. Hasta 1920 pertenecía al otdel de Maikop del óblast de Kubán.